# Dovyalis
Genre
Dovyalis est un genre de plantes à fleurs qui fut auparavant classé dans la famille des Flacourtiaceae, et désormais dans la famille des Salicaceae.  
Ce sont des arbustes vivaces dioïques produisant des fruits comestibles jaune duveteux de 3 à 4 cm.  

## Liste d'espèces
Selon ITIS (7 déc. 2012) :
- Dovyalis abyssinica (A. Rich.) Warb.
- Dovyalis caffra (Hook. f. & Harv.) Warb.
- Dovyalis hebecarpa (Gardner) Warb.

Selon NCBI (7 déc. 2012) :
- Dovyalis caffra
- Dovyalis hebecarpa
- Dovyalis macrocalyx
- Dovyalis rhamnoides

aussi :
- Dovyalis zenkeri